# BBL Brockdorff
Die BBL Brockdorff Rechtsanwaltsgesellschaft mbH ist eine auf Restrukturierung, Sanierung und Insolvenz spezialisierte Kanzlei mit mehr als 200 Mitarbeitern an mehr als 30 Standorten. Stammsitz der Gesellschaft ist Potsdam. 2022 wurde BBL Brockdorff von der Wirtschaftswoche auf Platz 4 der renommiertesten deutschen Insolvenzkanzleien gelistet.

## Geschichte
2009 fusionierten die Kanzleien Bernsau & Lautenbach und Brockdorff & Partner zu BBL Bernsau Brockdorff Lautenbach. Im Ranking der Insolvenzverwalter war BBL Brockdorff damit nach der Zahl der Beauftragungen unter den zehn größten in Deutschland.

## Bekannte Mandate
- Fink Schuhe + Sport[7]
- German Property Group[8]
- Mibusa[9][10]
- Neckermann Strom[11]
- Röder Präzision[9]
- Securing Energy for Europe (ehemals Gazprom Germania GmbH)[12][13]